# 李當戶
李當戶（约前158年—约前134年），西汉陇西郡成纪县（今甘肃省天水市秦安县）人。李廣的長子，其長子李陵。

## 生平
李椒早年担任郎官，事奉汉武帝，当时汉武帝和寵臣韩嫣开玩笑，韩嫣对汉武帝稍有不逊，李当户于是就追打韩嫣，韩嫣逃避，汉武帝称赞他勇敢。
李当户在他父亲李广於元狩四年（前119年）自杀之前已经死去。李当户有遗腹子即李陵。二弟代郡太守李椒，三弟李敢。